# Савин, Андрей Михайлович
Андре́й Миха́йлович Са́вин (род. 16 февраля 1961, Москва) — советский и российский архитектор, художник. Сооснователь (1987, с Михаилом Лабазовым, Владимиром Тюриным и Андреем Чельцовым) художественной группы «Арт-Бля». Один из основоположников направления «бумажная архитектура» и российского паблик-арта. Сооснователь (1994, с Михаилом Лабазовым и Андреем Чельцовым) архитектурного бюро «А-Б студия». Преподаватель Московского архитектурного института (2004—2016), Школы дизайна Национального исследовательского университета «Высшая школа экономики» (с 2022). Член Союза архитекторов России (с 1989). Член Союза художников России (с 2000). Член Союза литераторов России (с 2009).

## Биография
Андрей Савин родился в 1961 году в Москве. В 1979 году окончил Краснопресненскую среднюю художественную школу по классу «Живопись», в 1985 году — Московский архитектурный институт (МАРХИ). В 1985—1987 годах служил в армии. В 1983—1989 годах совместно с художником музейных экспозиций Евгением Богдановым участвовал в создании временных и постоянных экспозиций в Государственном музее В. В. Маяковского, Государственном историческом музее, Военно-историческом музее-заповеднике «Бородинское поле», Музее-панораме «Бородинская битва». В 1988—1992 годах работал во Всесоюзном научно-исследовательском институте теории архитектуры и градостроительства (ВНИИТАГ).
Ещё в студенческие годы стал участником выставок бумажных архитекторов — неформальной группировки молодых архитекторов (преимущественно выпускников Московского архитектурного института) 1980-х годов, включающей более 10 творческих коллективов и 50 авторов.
В 1987 году вместе с Михаилом Лабазовым, Владимиром Тюриным и Андреем Чельцовым основал художественную группу «Арт-Бля». В 1994 году вместе с Михаилом Лабазовым и Андреем Чельцовым создал архитектурное бюро «А-Б студия».
Теоретик архитектуры, архитектурный критик Сергей Ситар пишет о творчестве Андрея Савина и его соратников:

«… группа Михаила Лабазова, Андрея Савина и Андрея Чельцова отмечает собой высшую точку, кульминацию движения к творческому раскрепощению и творческой автономии, которое последовательно нарастало в позднем СССР, пришло к этой высшей точке в годы Перестройки, а затем стало постепенно, но неуклонно угасать. Вещи Арт-Бля в этом смысле — это… [творчество] перехода, зияния, разрыва между двумя эпохами и двумя социальными формациями. В середине 1980-х, в момент образования группы, её основатели были увлечены вырвавшимся из этого исторического разлома потоком творческого становления, который держит их до сих пор».

«…на российской архитектурной сцене Арт-Бля оказались едва ли не единственными настоящими нон-конформистами, сохранившими живую связь с изначальным этосом современного искусства — этосом революционного или пророческого авангарда».

«… то, что порождают и утверждают своим существованием… проекты Арт-Бля — это вовсе не дженковское неисчерпаемое изобилие семантических значений, предназначенных для самодовольного культурного потребления-считывания, — это, наоборот, принципиальная избыточность, неподотчетность и трансцендентность… формы по отношению к любому возможному горизонту коммуникации и смысла. … глубинное устремление такой практики состоит в высвобождении творчества — искусства и архитектуры — из смирительной рубашки системы социальных отношений…».

## Работы находятся в собраниях
- Государственного Русского музея, Санкт-Петербург
- Государственной Третьяковской галереи (Москва)
- Государственного музея архитектуры им. А. В. Щусева, Москва
- Государственного музея изобразительных искусств им. А. С. Пушкина, Москва
- Музея современного искусства, Нью-Йорк
- Центра Жоржа Помпиду, Париж

## Выставки

### Персональные выставки
Арт-инсталляции (в составе художественной группы «Арт-Бля»)
- 1991 Одноразовая архитектура. Галерея NEMO, Эккернфёрде
- 1991 Деревянная башня / Памятник архитектору. Галерея NEMO, Эккернфёрде
- 1991—1992 Одноразовое искусство[5]. Галерея «А-3», Москва
- 1992 МЖ. Театр на Сивцевом Вражке[5], Москва
- 1993 Кунсткамера[5]. Галерея «А-3», Москва
- 1993 Одноразовое искусство I. Галерея гостиницы «Метрополь», Ресторан «Театро», Москва
- 1993 Одноразовое искусство II. Галерея гостиницы «Метрополь», Москва
- 1995 Неоновая башня[5]. Экспоцентр, Москва
- 1998 Внутренние состояния. Культурно-исторический центр, Красноярск
- 1998 Ублюдки в доме[5]. Культурный центр «Дом», Москва
- 1999 Визуальная ихтиология[6][7]. Сургутский художественный музей, Сургут / Культурный центр «Дом», Москва
- 2007 Арт-Бля — 30. Центр дизайна Artplay, Москва

### Коллективные выставки (выборочно)
Арт-инсталляции (в составе художественной группы «Арт-Бля»)
- 1989—1990 Стеклянная башня[5]. Центральный дом художника, Москва
- 1990 Монумент 200-летию г. Котка[5]. RADAR International Art Exhibition in the city of Kotka. Котка
- 1990 Одноразовое искусство. I Московская международная художественная ярмарка АРТ-МИФ. Центральный дом художника, Москва
- 1992 НаСТОЛящее искусство. Фестиваль московских галерей, АРТ-МИФ. Причал у Киевского вокзала и корабль «Cotton Club», Москва
- 1992 Пространство общения[5]. Ostsee-Bienalle. Kunsthalle Rostock, Росток
- 1992 Павший солдат. Выставка «Баталия и Идиллия». Галерея «Велта», Москва
- 1993 Сфинкс[5]. Фестиваль «Новые территории искусства». Культурно-исторический центр, Красноярск
- 1993 Военная помощь «Арт-Бля» Литве. Фестиваль современных искусств. Дворец искусств, Вильнюс
- 1997 Прозревший музей[5]. II Красноярская музейная биеннале «Открытый музей: Urbi et orbi». Культурно-исторический центр, Красноярск
- 2007—2008 РодДом. Выставка «Роддом». Галерея ВХУТЕМАС, Москва — Chiesa di San Stae, Венеция
- 2008 Полиэтиленовая башня. Выставка «Персимфанс», Первая московская биеннале архитектуры. Государственный музей архитектуры им. А. В. Щусева, Москва
- 2010 Колокольня (артобъект). Международный Канский видеофестиваль. Канск, Красноярский край

Выставки «бумажной архитектуры»
- 1984 Бумажная архитектура. Редакция журнала «Юность», Москва
- 1985 Выставка молодых архитекторов. Международный фестиваль молодёжи и студентов. Центральный дом художника, Москва
- 1987—1989 Советская архитектура 1917—1987. Государственный музей архитектуры им. А. В. Щусева, Москва / Arkkitehtuurimuseo, Хельсинки / Arkitekturmuseet, Стокгольм / Beurs van Berlage, Амстердам
- 1990—1991 Бумажная архитектура. Новые проекты из СССР. Architekturforum, Цюрих / List Visual Arts Center, Массачусетский университет, Кембридж / Contemporary Arts Center, Новый Орлеан / Huntington Gallery, Остин / Fine Arts Center, Амхерст
- 1994 Фабрика утопий. Русская визионерская архитектура XX века. Государственный музей архитектуры им. А. В. Щусева, Москва
- 1996—2000 Русская утопия. Депозитарий. Павильон России, VI Венецианская архитектурная биеннале / Nederlands Architectuurinstituut NAi, Роттердам / Государственный музей архитектуры им. А. В. Щусева, Москва / Музейно-выставочный Центр, Волгоград / Государственный Русский музей, Санкт-Петербург
- 2009 Бумажная архитектура. Мавзолей. Государственная Третьяковская галерея, Москва
- 2015 Бумажная архитектура. Конец истории. Государственный музей изобразительных искусств имени А. С. Пушкина, Москва
- 2017 КОЛЛЕКЦИЯ+. Centre Pompidou, Париж

## Музейные экспозиции
(совместно с художником музейных экспозиций Евгением Богдановым)
- 1983 Маяковский-газетчик (временная экспозиция). Государственный музей им В. В. Маяковского, Москва
- 1985 Костюм России XVII—XX вв. (временная экспозиция). Государственный Исторический музей, Москва
- 1986 Маяковский и произведённое искусство (временная экспозиция). Государственный музей В. В. Маяковского, Москва
- 1986 Маяковский и Хлебников (временная экспозиция). Филиал Государственного музея В. В. Маяковского, Москва
- 1987 Маяковский. Поэма «В. И. Ленин» (временная экспозиция). Государственный музей В. В. Маяковского, Москва
- 1988 Военно-исторический музей-заповедник «Бородинское поле» (художественная концепция территории), Московская область
- 1989 Музей-панорама «Бородинская битва» (постоянная экспозиция), Москва

## Избранные постройки
(в составе архитектурного бюро «А-Б студия»)
- 1998 Загородный жилой дом «Дом Горячева»[8], Московская область
- 2000 Загородный жилом дом «Плавдом», Московская область
- 2002 Загородный жилой дом «Дом-морковь»[5], Московская область
- 2002 Музей плавсредств, Московская область
- 2003 Жилой дом «Стольник»[8], Москва
- 2006 Загородный жилой дом «Блины»[9], Московская область
- 2007 Загородный жилой дом «Жёлтый дом», Московская область
- 2011 Московская школа управления «Сколково», Московская область
- 2016 Жилой комплекс «Садовые кварталы» (квартал 4, корпус 4.5 «Дом-валенок»[5]), Москва
- 2016 Загородный жилой дом «Зелёная гора»[5] в посёлке «Сосны», Московская область